# Carimbó
O carimbó ou curimbó (do tupi korimbó; de "kori": “pau oco” e "m’bó": “furado”) é uma manifestação cultural brasileira de origem afro-indígena, formado por gênero musical e dança, criado no século XVII no então Império das Amazonas/Conquista do Pará (atual estado do Pará) na então América Portuguesa/Brasil Colônia.  Evoluindo como uma celebração interiorana entre amigos e familiares após pescarias e plantios acompanhado pelo batuque do tambor artesanal curimbó; do qual se originou o nome da manifestação.
A bibliografia mais antiga sobre o carimbó etá presente no livro de Vicente Chermont de Miranda, Glossário Paraense (1906), onde ele afirma que "a base do carimbó [musicalmente] são os tambores”.
Este ritmo e dança indígena, como diversas outras manifestações culturais brasileiras, miscigenou-se, recebendo influências, principalmente da cultura negra. Sofrendo assim repressão por séculos, chegando inclusive ser proibido na capital Belém criminalizado pelo poder governamental em 1880 (uma forma de evitar desordem em público).
Nas últimas décadas, o carimbó ressurgiu como música regional e como uma das principais fontes rítmicas (matriz tradicional) de gêneros contemporâneos, como lambada e tecnobrega. A expressão cultural espalhou-se também pela Região nordeste do Brasil, atualmente está muito associado as festividades religiosas.
Anualmente no dia 26 de agosto no município paraense de Belém, é celebrado o "Dia Municipal do Carimbó". E no dia 3 de novembro é celebrado o "Dia Estadual do Carimbó" no estado brasileiro do Pará.
Em 2014, foi registrado como forma de expressão e patrimônio Cultural do Brasil - aprovado pelo Instituto do Patrimônio Histórico e Artístico Nacional (IPHAN) - ao lado de manifestações como o marabaixo (Amapá), o maracatu (Pernambuco), o tambor de crioula (Maranhão) e a arte kusiwa dos indígenas waiãpi (Amapá).

## Etimologia
A palavra "carimbó" é proveniente do instrumento que possui a denominação em tupi "korimbó", originado do instrumento percussivo indígena tradicional, resultado da junção dos termos "kori" que significa “pau oco”, e "m’bó" que significa “furado”, significando em português “pau furado que produz som". Devido a forte presença do instrumento curimbó, tambor que marca o rítmo, feito artesanalmente com a escavação de um tronco de árvore, encoberto com couro de animal e afinado ao calor do fogo.
Na forma tradicional de execução, o carimbó é chamado do tipo "pau e corda", peculiar pela batida do tambor curimbó acompanhado por banjo e maraca, referido em algumas bibliografias como “samba de roda do Marajó”, ou “baião típico de Marajó”.

## História
A presença de populações e culturas afrodescendentes é consequência direta do tráfico transatlântico de africanos escravizados, que, entre os séculos XVI e XIX, trouxe aproximadamente 4,8 milhões de pessoas do continente africano ao Brasil. Por volta de 1700, a escravidão negra tomou bastante fôlego no Maranhão e na Guiana Francesa, enquanto caminhava a passos mais lentos no Grão-Pará. O Cabo Norte era região fronteiriça, fracamente ocupada pelas forças coloniais europeias, rota de fuga e localização perfeita para africanos escravizados no Pará, Maranhão e Guiana Francesa constituírem mocambos (quilombos), de tal forma que as coroas francesa e portuguesa assinaram tratados de devolução mútua de escravizados em 1732, 1752 e 1762.
A partir de 1750, a Coroa Portuguesa, na figura de Francisco Xavier de Mendonça Furtado, iniciou uma série de medidas modernizadoras para assegurar a posse e as fronteiras portuguesas na região amazônica: a fundação de vilas com colonos portugueses e a construção de fortificações militares, a tentativa de introdução de monoculturas de exportação; a abolição da escravidão dos indígenas e a submissão dos nativos ao trabalho compulsório assalariado, regulamentado pelo Diretório dos Índios e a criação da Companhia Geral de Comércio do Grão-Pará e Maranhão para estimular a entrada de pessoas negras trazidas da África.
O saber tradicional é um produto histórico resultado do modo de vida de uma comunidade tradicional e o relacionamento com a biodiversidade que está inserida (intelecto coletivo ou intelecto cultural). Este saber se reconstrói na transmissão entre as gerações e, que geralmente é feita por via oral, possui uma vísivel e imediata aplicação prática na sociedade.

### Possíveis origens
Segundo a tradição oral, é difícil afirmar com exatidão onde surgiu o ritmo, estando na disputa os municípios paraense de Marapanim e Curuçá, além da Ilha de Marajó. Sabe-se que originalmente é um ritmo criado no século XVII por tupinambás, influenciado por negros africanos (ex-escravizados) da região nordeste do estado do Pará. No século XIX era apenas a música preferida pelos pescadores/ribeirinhos e agricultores paraenses, embora não conhecida como carimbó, sendo apenas uma celebração entre amigos e familiares após pescarias e plantios, uma representação rimada dos aspectos da vida simples local, acompanhado pelo curimbó. Uma necessidade cabocla de contrabalançar o trabalho diário com momentos de descontração (periódica evasão de espírito).
O ritmo atravessou a baía de Guajará com os pescadores, desembarcando nas praias da região do Salgado paraense, ou região atlântica. Em algumas regiões próximas às cidades paraenses de Marapanim e Curuçá, o gênero se solidificou, ganhando o nome que tem hoje. A vila de Maranhãozinho (Marapanim) e na vila de Araquaim (Curuçá), são os sítios que reivindicam a paternidade do gênero. Em Marapanim, onde o gênero é amplamente cultivado, realiza-se anualmente, em dezembro, o Festival de Carimbó de Marapanim — O Canto Mágico da Amazônia".
Assim a história do carimbó ficou definida, em dois momentos: a fase na qual o gênero era produzido por setores populares (interioranos e suburbanos) e conhecido apenas por folcloristas e intelectuais como uma manifestação cultural local; e a fase de urbanização e consumo na indústria fonográfica de massa (rádios) e no cenário cultural em nível de estado, consolidando as duas tendências do gênero: “pau e corda” e “moderno”.
Mas, por ter sido influenciado por negros africanos, o carimbó foi classificado como “festa de preto”, em uma sociedade escravocrata, sua manifestação não deixaria de ter medidas de controle e repressão, sendo coagido por forças policiais e criminalizado legalmente pelo governo no município de Belém na década de 1880 (lei nº 1 028, denominada Código de Posturas de Belém). Até mesmo no interior do estado, os terreiros onde o gênero era muito apreciado foram perseguidos pela polícia e mal vistos pela “boa sociedade” local.
"É proibido, sob pena de trinta mil reis de multa: (...) Fazer bulhas, vozerias e dar autos gritos (...). Fazer batuques ou samba. (...) Tocar tambor, carimbó, ou qualquer outro instrumento que pertube o sossego durante a noite, etc."
O jornalista José Coutinho de Oliveira na Folha do Norte Vespertina, no artigo intitulado "Macumba", em dezembro de 1937 esclareceu que: macumba era apenas um instrumento musical africano, usado nas festas e danças dos escravos negros, e que devido muito o uso do instrumento, a macumba passou também a ser denominado carimbó, termo que também representava batuque.
Na década de 1950, a Comissão Paraense de Folclore (atual Centro Paraense de Estudos do Folclore) com direção da folclorista Maria Graziela dos Santos e do professor de canto Adelermo Mattos, intermediou a primeira interação cultural entre as cidades paraenses de Belém e Marapanim, localidade onde o ritmo preserva os seus traços originais. Enquanto o professor realizava coletas musicológicas nessa localidade, a folclorista levara os conjuntos musicais à se apresentarem em Belém, em uma perspectiva de modernidade da capital com uso de instrumental elétrico e mescla de ritmos.
O quadro de repressão mudou em um intenso processo a partir da década de 1960, o fazer carimbó se modificou; no contexto da Ditadura Militar brasileira, o carimbó encontrou em Belém um bom terreno, com o forte regionalismo que as músicas continham e sem abordar temas polêmicos, manteve-se longe da censura governamental/militar. Dando início a grupos carimbozeiros e bandas, tornando-se popular e comum nas rádios e nos bailes, quando artistas gravaram os primeiros discos LP, a exemplo de Lucindo, Pinduca, Cupijó e Verequete.
Em setembro de 1975, o ritmo ganhou as páginas do carioca Jornal do Brasil (Rio de Janeiro) através do artigo do jornalista Ribamar Fonseca, intitulado "Quando toca o carimbó ninguém fica parado", que reportava a "descoberta" do ritmo em Belém, apresentado "pela primeira vez na cidade em 1958":
"De repente, um ritmo do folclore local, até 1971 praticamente desconhecido dos próprios paraenses, explodiu nos salões, ganhou as ruas, chegou ao rádio e à indústria do disco, através de mais de uma dezena de gravações de conjuntos locais"
Devido o regionalismo, obteve apoio das novas gerações de intelectuais, de artistas militantes politicamente e, de universitários, oriunda das classes médias paraense ligados a organizações, como: União Nacional de Estudantes (UNE) e, da União Acadêmica Paraense (UAP). Também artistas independentes, não engajados politicamente, mas envolvidos no processo de experimentação estética e artística das décadas de 1960 e 1970, o processo da “moderna música popular brasileira” inaugurado com o surgimento da Bossa Nova no Brasil e movimentos anti golpe de 1964, Assim neste contexto foram realizados em Belém vários eventos musicais, como o "I Festival de Música Popular Paraense" em 1967; o evento da Casa de Juventude Católica (CAJU) e, uma série no ambito universitário, com destaque local para João de Jesus Paes Loureiro e Ruy Barata.
Neste contexto de contra-cultura, oposição política e, experimentação artística, uma boa parte dos músicos paraenses buscaram no carimbó, um gênero que representasse a autêntica música do povo nortista brasileiro (amazônida), resultado de uma cultura tipicamente cabocla. Paralelo a este processo, começaram a perceber um produto comercializável, como por exemplo: no início de 1970, o cantor Pinduca tenta introduzir o gênero nos bailes populares (após algumas tentativas sem sucesso foi aos poucos sendo aceito). Enquanto, Verequete cria o grupo “O Uirapuru do Amazonas”, com apresentações principalmente no distrito belenense de Icoaraci. O carimbó ainda não era popular na capital paraense, mas mesmo assim o músico Verequete foi um dos primeiros a gravar um disco no formato vinil (LP) neste mesmo ano.
No período de 1971 a 1976, este gênero entrou mais no circuito cultural e na indústria regional, aumentando as gravações em long play e as apresentações em rádio e televisão. Assim alguns artistas conseguiram visibilidade à nivel nacional e internacional. A partir de 2004 é celebrado anualmente no dia 26 de agosto o centenário do Verequete e também o Dia Municipal do Carimbó no município de Belém. Desta forma, o Carimbó segue sendo um modo de vida forte e atuante nos municípios do Estado do Pará, principalmente no seu modo original, tradicional, "pau e corda", a exemplo de Mestre Damasceno e seu conjunto de carimbó Nativos Marajoara (Salvaterra), Grupo Tambores do Pacoval (Soure), Grupo Acauã (Cachoeira do Arari), Sereias do Mar (Marapanim), Os Quentes da Madrugada (Santarém Novo), entre tantos outros grupos tradicionais, que seguem em continuação do trabalho de Mestre Lucindo e Mestre Verequete, que ajudaram na popularização do Carimbó durante as décadas de 1960 e 1970.
Em 2008 foi iniciado a "Campanha Carimbó Patrimônio Cultural" através da união de forças da Irmandade de Carimbó de São Benedito do município de Santarém Novo com os grupos Raízes da Terra, Japiim e, Uirapurí, que solicitaram o reconhecimento do ritmo como Patrimônio Cultural Brasileiro (processo de patrimonialização da manifestação). Sendo reconhecido em setembro de 2014, onde o registro foi aprovado por unanimidade pelo Conselho Consultivo do Patrimônio Cultural, do Instituto do Patrimônio Histórico e Artístico Nacional (IPHAN).

### Preservação
Em setembro de 2014, o rítmo/gênero tornou-se patrimônio Cultural Imaterial do Brasil; o registro foi aprovado por unanimidade no conselho do Instituto do Patrimônio Histórico e Artístico Nacional (IPHAN).
Em junho de 2015, ocorreu o I Congresso Estadual do Carimbó no município de Ananindeua (Região Metropolitana de Belém) em parceria com o instituto Iphan, um desdobramento do processo de registro do Carimbó como Patrimônio Cultural, com o objetivo de estimular o debate, a troca de experiências sobre uma das matrizes culturais do povo amazônida e, a valorização do patrimônio.
O Congresso promoveu mesas-redondas e painéis, para definir as propostas de salvaguarda, como: escolher os representantes comunitários para o Coletivo Gestor da Salvaguarda e, discutir a criação da entidade coletiva e representativa do carimbó em âmbito estadual e nacional. Reunindo mestres, grupos carimbozeiros e comunidades, sobre a temática da salvaguarda e da auto-organização comunitária, garantindo representatividade política territorial.
Como parte do processo de divulgação para o Congresso, a equipe do projeto Campanha do Carimbó promoveu pré-encontros municipais em mais de vinte municípios do estado do Pará, onde discutiram propostas para a salvaguarda e fizeram eleição dos delegados de cada comunidade ou grupo de carimbó para participarem do Congresso. Sendo eleitos cerca de 200 delegados(as) de 25 municípios das regiões do estado (Salgado, Bragantina, Marajó, Tapajós, Baixo Tocantins e Metropolitana).

#### Datas comemorativas
Em 26 de agosto de 2004 foi celebrado o centenário do músico e compositor Augusto Rodrigues, o Mestre Verequete, considerado um músico influente do ritmo, devido sua trajetória voltada para a composição de músicas no estilo original, chamado “carimbó pau e corda” (ou carimbó raiz). Assim em reconhecimento a esta contribuição musical, esta data representa anualmente no município paraense de Belém do Pará o "Dia Municipal do Carimbó" (lei n.º 8 305 de 2004) de autoria da então vereadora Marinor Brito, aprovada  na gestão do então prefeito de Belém Edmilson Rodrigues.
Em 3 de novembro, em memória ao falecimento do Verequete em 2009, anualmente é celebrado nesta data no Pará o "Dia Estadual do Carimbó" (lei n.º 7 457 de 2010), aprovada na gestão da então governadora do Pará Ana Julia Carepa.

## Características
As principais características rítmicas são comuns às muitas tradições musicais com influências africanas, tem-se: células rítmicas sincopadas, contraponto (polirritmia) e a preponderância percussiva dos tambores, com predominância de compasso dois por quatro e de uma estrutura poética de solista-coro. O instrumental geralmente inclui dois ou três tambores com timbres diferentes, onde o maior tem o timbre mais grave e é utilizado para a marcação do rítmo, já os outros, menos graves, fazem os repiniques, síncopes e outros fraseados. Seguidos pelos arpejos fraseados e frenéticos dos instrumentos de sopro, harmonizados pelas cordas do banjo.
No município de Soure o carimbó difere-se de outras regiões, pela ocorrência de determinadas características técnicas, como: ritmo mais cadenciado, andamento mais lentom toanlidades menores, frases e melodias em escala decrescente com sensação serena, compasso binário, harmonização simples com estrutura de tônica, subdominante e dominante (I-IV-V-I ou I-II-V-I), melodia com repetição de frases no estilo solista-coro, acordes com sétima menor como tensão harmônica (dissonância) das músicas caribenhas.

### Vertentes
Devido a imensidão do território paraense, inicialmente o carimbó desmembrou-se em três variações: o carimbó praieiro, o carimbó pastoril e o carimbó rural. Decorrentes do tipo de atividade desempenhada em cada região, diferenciando nas rimas que irão contar sobre o cotidiano local.
Na capital Belém, teriam se organizado duas correntes de carimbó distintas: estilo tradicional e estilo moderno. O primeiro, representado pelo cantor Verequete, manteve a estrutura musical do referencial marapaniense. O segundo, representado pelo cantador Pinduca, alterou essa estrutura, a fim de atribuir-lhe uma feição de modernidade. Essa diferenciação criou uma histórica rivalidade entre defensores da tradição e da modernidade.
Na forma tradicional, sem uso de instrumentos elétricos, é chamado de "pau e corda", com uma melodia às vezes horizontalizada e ritmo marcado e uníssono, com os tocadores sentados sobre o tambor curimbó, batucando com as duas mãos. Costumam estar presentes também os maracás, reco-reco e a onça, completando o grupo instrumental. A variação moderna também adiciona guitarra, contrabaixo elétrico, bateria e instrumento de sopro, estabelecendo uma identidade comparada com dos estilos midiáticos vigentes, como por exemplo o rock

### Dança
A dança de passos miúdos e em formação de dança de roda, com pares dançantes, mas sem haver contato do cavalheiro com a dama. Apresenta uma coreografia, seguindo uma tradição indígena, na qual os dançantes imitam elementos da fauna amazônida, animais como o macaco e o jacaré (personificados nos volteios dos dançarinos). misturado com: o rebolado sensual e o batuque ligeiro do negro, bem marcado e uníssono, com instrumentos de sopro e o modo de dançar girando, com a formação de casais dos portugueses.
A dança apresentada em pares, começa com duas fileiras de homens e mulheres com a frente voltadas para o centro. Quando a música inicia, os homens vão em direção às mulheres, diante das quais batem palmas como uma espécie de convite para a dança. Imediatamente, os pares se formam, girando continuadamente em torno de si mesmo, ao mesmo tempo formando um grande círculo que gira em sentido contrário ao ponteiro do relógio. Nesta parte, observa-se a influência indígena, quando os dançarinos fazem alguns movimentos com o corpo curvado para frente, sempre puxando-o com um pé na frente, marcando acentuadamente o ritmo vibrante.
As mulheres dançam descalças e com saias rodadas, coloridas e longas.A saia é franzida e normalmente possui estampas florais grandes. Blusas brancas, pulseiras e colares de sementes grandes. Os cabelos são ornamentados com ramos de rosas ou camélias. Os homens dançam utilizando calças curtas, geralmente brancas e simples, comumente com a bainha enrolada, costume herdado dos ancestrais negros que utilizavam a bainha da calça desta forma devido às atividades exercidas, como, por exemplo, a coleta de caranguejos nos manguezais.

## Festas
Atualmente o ritmo está tão associado a festividades religiosas (como por exemplo, a louvação de São Benedito celebrado em dezembro no município de Bragança), quanto a celebrações profanas como aniversários e confraternizações. Durante as festas, é comum haver uma estrutura coberta, onde há a apresentação dos grupos com espaço para a dança.
O carimbó de Marapanim, como uma das matrizes musicais, também é festejado com o Festival do Carimbó de Marapanim, celebrado anualmente na segunda semana de novembro, reunindo cerca de trinta mil visitantes e turistas na apelidada de "Cidade Carimbó" (Praça da Bandeira). Promovido pela Associação marapaniense de agentes de turismo (AMATUR), ganhou abrangência nacional com apoio do Governo do Pará, através da lei Semear.

## Artistas
Alguns artistas com destaque no movimento incluem:
- Verequete da Coluna, Manoel, Luis e Ninito, grupo "O Uirapurí" (Marapanim);
- Mestre Damasceno[45][46], grupo Nativos Marajoara[47] (Salvaterra/Marajó);
- Mestre César e grupo Os Mansos do Carimbó (Soure);
- Aroldo, grupo “Revelação do Zimba (Salinópolis);
- Ticó do grupo “Quentes da Madrugada” (Santarém Novo);
- Amélia, grupo “Cruzeirinho” (Soure/Marajó);
- Mimi, Bigica e Claudete, grupo “Sereia do Mar” (Marapanim);
- Mário, grupo “Japiim” (Marapanim);
- Elias do grupo “Raios de Luz” (Curuçá);
- Lico do grupo “Beija-Flor” (Vigia);
- Moacir do Grupo “Filhos de Maiandeua” (Maracanã);
- Álvaro “Lavico” do grupo “Parázinho” (Colares);
- Lucas e Cizico, grupo “Sancari” (Belém);
- Alexandre do grupo “Amigos do Carimbó”;
- Luiz do grupo “Águas Lindas”;
- Nivaldo do grupo “Pindorama” (Ananindeua);
- Cazuza e Ilson do grupo “Unidos do Paraíso” (Santa Bárbara do Pará);
- Bené do grupo “Brasileirinhos” (São Miguel do Guamá);
- Come Barro do grupo “Raio de Sol” (Quatipurú);
- Ribamar do grupo “Carimbó do Nilo” (Primavera);
- Pedro Ribeiro do grupo “Acauã” (Cachoeira do Arari);
- Cláudio Capoeira do grupo “Cobra Grande” (Alter do Chão-Santarém).
- Zito Nunes e Thomaz Cruz
- Ney Lima Pela Paz
- Lourival Igarapé
- Preto Juvêncio, Cruzeirinho
- Diquinho e Regatão, Tambores do Pacoval
- Chico Braga, Roque Santeiro, Gudengo, Menezes, Montana, Zezinho, Moacir e Camaleoa (Maiandeua)
- Lucindo Rabelo (Marapanim)
- Sabá (Santarém Novo)
- Capoeira (Alter do Chão)
- Pinduca (Belém)